# Церковь Воскресения Христова (Зорино)
Церковь Воскресения Христова в Зорине — один из христианских храмов, освящённых в честь Воскресения Иисуса Христа. Построен в 1795 году. Расположен возле села Зорино (до 10 января 1966 года — Самодуровка), Ухоловского района, Рязанской области.
Впервые поселение упоминается в 1687 году под названием Новоникольское, как село, в котором была часовня. В конце XVII века на месте часовни возведена деревянная Церковь Воскресения Христова, а в 1795 году построен и освящен новый храм из красного кирпича.
В настоящее время церковь находится в разрушенном состоянии и не действует.